# Sarojasattel
Sarojasattel är ett bergspass i Österrike, på gränsen till Liechtenstein. Det ligger i den västra delen av landet, 500 km väster om huvudstaden Wien. Sarojasattel ligger 1 593 meter över havet.
Terrängen runt Sarojasattel är varierad. Sarojasattel ligger uppe på en höjd. Närmaste större samhälle är Feldkirch, 5,9 km norr om Sarojasattel. 
I omgivningarna runt Sarojasattel växer i huvudsak blandskog. Runt Sarojasattel är det ganska tätbefolkat, med 54 invånare per kvadratkilometer.